# قدم زدن در هوا (ترانه کیتی پری)
قدم زدن در هوا(به انگلیسی: Walking on Air) ترانه‌ای از کیتی پری است. این ترانه در آلبوم منشور (آلبوم کیتی پری) قرار داشت.